# Bell'Italia
Bell'Italia (sottotitolo "Alla scoperta del paese più bello del mondo") è una rivista mensile italiana, dedicata, come recita il sottotitolo, alle località e alle bellezze artistiche, paesaggistiche e turistiche d'Italia con particolare attenzione all'aspetto fotografico.
Fondata nel 1986 dall'«Editoriale Giorgio Mondadori», dal 1999 è parte Gruppo Cairo Editore.
Il periodico propone mensilmente ai lettori servizi su diverse località del territorio nazionale e una serie di rubriche che approfondiscono i temi artistici, la gastronomia, le tradizioni.
Non manca lo spazio dedicato alle segnalazioni dei lettori.
Sua caratteristica peculiare è la pubblicazione di illustrazioni (spaccati assonometrici, vedute a volo d'uccello, ricostruzioni grafiche) di alcuni borghi o edifici civili e religiosi.
Sovente è accompagnato da supplementi speciali su particolari città o regioni d'Italia.
Dalla rivista è nato anche un programma televisivo dal titolo Bell'Italia in viaggio in onda dall’estate 2021 su LA7 e La7d nel periodo estivo e condotto dall’attore Fabio Troiano.

## Direttori
- Ettore Mocchetti (1986-1998)
- Carlo Maria Pensa (1998-2001)
- Luciano Di Pietro (2001-2009)
- Emanuela Rosa-Clot (2009 - in carica)